# 西畑大吾
西畑大吾（日语：／ Nishihata Daigo，1997年1月9日—），日本演員、偶像，傑尼斯事務所旗下偶像團體「浪花男子」成員。他是傑尼斯現役成員中唯一曾兩度出演晨間劇的演員，出道前曾在《Myojo 明星》雜誌讀者投票活動「最想成為的小傑尼斯戀人」中三度蟬聯第一名。
「關西小傑尼斯」在2014年Johnny's WEST出道後，又經歷向井康二、平野紫耀、永瀨廉等人氣成員接連到東京發展的出走潮，曾出現一段青黃不接的「焦土時代」。當時西畑大吾就與同樣人氣較高的大西流星合稱為「大西畑」，兩人成為關西小傑尼斯的支柱。「浪花男子」正式出道後，他因口條流暢而經常擔綱主持人的角色，被公認為團內「不動的中心」。

## 簡歷
2011年4月3日進入傑尼斯事務所，成為關西傑尼斯Jr.的一員，並以關西傑尼斯Jr.團體「Aぇ少年」成員的身份開始活動。
2012年8月，與永瀨廉、大西流星組成團體「なにわ皇子」。
2014年1月，出演NHK晨間小說連續劇《多謝款待》。演技備受注目。
2016年2月，出演NHK晨間小說連續劇《阿淺來了》。也是傑尼斯現役成員中唯一一位兩次出演晨間劇的成員。
2018年10月，從關西小傑尼斯中被選為「浪花男子」成員。
2021年11月12日，以「浪花男子」CD出道。
2022年1月21日，傑尼斯事務所在官方網站上宣佈感染了新型冠狀病毒。

## 人物
尊敬的前輩是嵐的二宮和也，最喜歡的四字熟語是「二宮和也」，並自詡為二宮教教頭。2016年後於電影《最後的食譜～麒麟之舌的記憶～》與日清食用油的CM
等與二宮和也共演。
國中時期曾參加田徑隊，2016年到2017年在節目《炎的體育會TV》上作為「上田傑尼斯田徑隊」一員出演。
曾在《Myojo 明星》雜誌讀者投票活動「最想成為的小傑尼斯戀人」中三度蟬聯第一名。。

## 演出作品

### 電視連續劇
- 連續電視小說（NHK）
  - 多謝款待（2014年1月27日 - 3月29日） - 飾 西門活男
  - 阿淺來了（2016年2月3日 - 4月2日） - 飾 眉山養之助
- 獨自一人的第五年（2016年11月19日、朝日電視台） - 飾 松永晋也
- 大阪環狀線 Part4 每人在車站的愛情故事（2018年10月13日 - 12月22日、關西電視台・富士電視台） - 主演・水澤劍（與宇崎竜童雙主演）
- 我們是奇蹟產生的（2018年10月9日 - 12月11日、關西電視台・富士電視台） - 飾 新庄龍太郎
- 教場（2020年1月4日・5日、富士電視台） - 飾 樫村卓實[8]
- 年下男友（ABC電視台）
  - 第5話「書桌上的戀愛論」（2020年4月26日） - 主演・雲雀友也
  - 第19話「我們的初恋物語・前編」（2020年6月14日） - 飾 海
  - 最終話「我們的初恋物語・後編」（2020年6月14日） - 主演・海
- 型男高中（2020年10月7日 - 12月23日、東京電視台） - 主演・野上英敏
- 小太郎一個人生活（2021年4月24日 - 6月26日、朝日電視台） - 飾 花輪景介[9]
  - 花輪老師獨當半面!?特別篇（2021年6月27日） - 主演・花輪景介
  - 你回來了!小太郎一個人生活 第7話（2023年5月27日） - 飾 花輪景介
- 14個由於特殊原因不能回老家的男子 第五話 「說不出口的兩人」（2021年5月9日、ABC電視台〔關西〕） - 主演・新太
- 必杀仕事人2022（2022年1月9日、ABC電視台・朝日電視台） - 飾 才三
- 新・信長公記～同班同學是戰國武將～（2022年7月24日 - 9月25日、讀賣電視台・日本電視台） - 飾 豐臣秀吉
- 世界奇妙物語 夏之特別篇2023「虹」（2023年6月17日、富士電視台） - 主演・南條拓也
- 敲響密室之門（2023年7月29日 - 9月23日、朝日電視台） - 主演・片無氷雨（與 松村北斗〈SixTONES〉雙主演）
- Doctor-Y~外科醫・加地秀樹7（2024年11月30日、朝日電視台）- 飾 東村練
- 新・暴坊將軍（2025年1月4日、朝日電視台）- 飾 德川家重
- 和富家少爺的戀愛太難了（2025年1月7日 - 3月25日、關西電視台・富士電視台）- 飾 草壁友也

### 網路劇
- 花輪老師獨當半面!?（2021年5月22日 - 、TELASA） - 主演・花輪景介

### 電影
- 關西小傑尼斯的目標♪ 夢想舞台！（2016年4月16日） - 主演・水上風太[10]
- P與JK（2017年3月25日） - 飾 永倉二郎[11]
- 關西小傑尼斯的喜劇明星誕生！（2017年8月26日） - 主演・高浜優輔[12]
- 最後的食譜～麒麟之舌的記憶～（2017年11月3日） - 飾 鎌田正太郎[13]
- 電影版 少年們（2019年3月29日） - 飾 炭谷
- KAPPEI（2022年3月18日） - 飾 入間啓太
- 忌怪島（2023年6月16日） - 主演・片岡友彥[14]
- 電影版 派遣女醫X（2024年12月6日） - 東村練[15]

### 舞台劇
- Endless SHOCK（2014年9月8日 - 30日、梅田芸術劇場 / 10月8日 - 31日、博多座） - 飾 Daigo。
- 今日要買房。（2015年6月16日 - 18日、国立文楽劇場） - 飾 鈴木路未央
- 少年們〜世界的夢想是……不懂戰爭的孩子們〜（2015年8月2日 - 8月26日、大阪松竹座／9月4日 - 9月28日、日生劇場）
  - 少年們 下雪的南方島嶼（2017年8月2日 - 8月27日，大阪松竹座）
- ANOTHER & Summer Show（2016年8月2日 - 8月26日、大阪松竹座） - 飾 Daigo & 島上的長老
- JOHNNYS' Future WORLD（2016年10月8日 - 10月25日、梅田芸術劇場）
- 東SixTONES×西關西小傑尼斯.SHOW交戰（2017年2月18日 - 2月26日、新橋演舞場）
- 音楽劇 マリウス（2018年6月7日 - 26日、大阪松竹座） - 飾
- 奔向明日的少年們（2018年8月4日 - 8月30日、大阪松竹座）

### 電視節目
- Maido! Jani〜（2012年10月3日 - 、BS富士）
- 當地人的愛情地圖 每個人都喜歡！（2016年4月10日 - 2017年4月2日、NHK大阪放送局）
- 歡迎來到Machiken！〜您的城市有趣測驗〜（2017年4月9日 - 2019年2月17日、NHK大阪放送局）
- カラフル!スペシャル 今だからこそ 夢に向かって（2021年12月27日、NHK ETV） - navigator
- ふるさと納芸〜本日限定!故郷にひとつだけの笑い届けます〜（2022年12月30日、東京電視台） - MC（與せいや〈霜降明星〉MC）

### 廣播節目
- 關西小傑尼斯 新鮮的關Juice（2016年7月 - 2020年12月27日、关西电台 / 日经广播电台）

### CM
- 日清食品控股「鮮度のオイルシリーズ」（2017年5月 - ）[16]
- 愛和誼日生同和財産保險「TELEMATICS 車險」（2021年10月25日 - ）[17]
- P&G JAPAN「レノア クエン酸 in 超消臭」（2023年7月1日 - ）

### 演唱會
- 關西小傑尼斯 春假 Special Concert 2014（2014年3月1日 - 3月25日，大阪松竹座）
- 關西小傑尼斯 X'mas Show 2014（2014年11月30日 - 12月25日，大阪松竹座）
- 關西小傑尼斯 春假 Special show 2015（2015年3月21日 - 3月31日，大阪松竹座）
- 關西小傑尼斯 X'mas Show2015（2015年11月29日 - 12月25日，大阪松竹座）
- 關西小傑尼斯 春假 Special show 2016（2016年3月31日 - 4月11日，大阪松竹座）
- 關西小傑尼斯 X'mas Show 2016（2016年11月30日 - 12月25日，大阪松竹座）
- 關西小傑尼斯 春的 SHOW 戰役（2017年3月4日 - 3月28日，大阪松竹座）
- 關西小傑尼斯 X'mas SHOW 2017（2017年12月1日 - 12月25日，大阪松竹座）
- 關西小傑尼斯 Concert 2018 〜Happy New 汪 Year〜（2018年1月3日、1月4日，大阪城展演廳）
- 關西小傑尼斯 春假 Special Show 2018（2018年3月1日 - 3月24日，大阪松竹座）

### 活动
- Rakuten GirlsAward 2023 SPRING/SUMMER（2023年5月4日、國立代代木競技場 第一體育館）

## 出版

### 雜誌連載
KADOKAWA『関西Walker』「なにわ男子 西畑大吾のぼく、堺っ子」（2021年2月号 - ）

## 相關網站
- Johnny's net > 浪花男子 > Profile （页面存档备份，存于）（日語）
- ISLAND TV - 西畑大吾 個人簡介（日語）（页面存档备份，存于）
- 西畑大吾在互联网电影资料库（IMDb）上的資料（英文）